# 김정욱 (연출가)
김정욱은 대한민국의 텔레비전 드라마 연출감독이다.

## 드라마
- 2023년 JTBC 주말 미니시리즈 《닥터 차정숙》 ... 공동연출